# Carlos Silva (lekkoatleta)
Carlos Alberto Silva (ur. 8 czerwca 1974 w Lizbonie) – portugalski lekkoatleta specjalizujący się w biegach płotkarskich, olimpijczyk (1996). 
Na arenie międzynarodowej odniósł następujące sukcesy:
| Rok  | Miejsce       | Zawody                         | Konkurencja                          | Pozycja       | Wynik           |
| ---- | ------------- | ------------------------------ | ------------------------------------ | ------------- | --------------- |
| 1993 | San Sebastián | mistrzostwa Europy juniorów    | bieg na 400 m ppł                    | złoty medal   | 50,27           |
| 1995 | Barcelona     | halowe mistrzostwa świata      | bieg na 400 m                        | 4. miejsce    | 46,87           |
| 1995 | Fukuoka       | letnia uniwersjada             | bieg na 400 m ppł sztafeta 4 × 400 m | 7. miejsce    | 49,54 · 3:05,48 |
| 1996 | Medellín      | mistrzostwa ibero-amerykańskie | bieg na 400 m ppł                    | srebrny medal | 49,33           |
| 1998 | Walencja      | halowe mistrzostwa Europy      | bieg na 400 m                        | 5. miejsce    | 47,32           |
| 1998 | Budapeszt     | mistrzostwa Europy             | bieg na 400 m ppł                    | 4. miejsce    | 49,02           |
| 1998 | Lizbona       | mistrzostwa ibero-amerykańskie | bieg na 400 m ppł                    | srebrny medal | 49,08           |
| 2001 | Pekin         | letnia uniwersjada             | bieg na 400 m ppł                    | 6. miejsce    | 49,07           |
| 2004 | Huelva        | mistrzostwa ibero-amerykańskie | bieg na 400 m ppł                    | 5. miejsce    | 50,29           |

Uczestnik letnich igrzysk olimpijskich (Atlanta 1996) w biegu na 400 m ppł – w biegu eliminacyjnym zajął 3. miejsce i nie awansował do półfinału (uzyskany czas: 49,09).
17-krotny złoty medalista mistrzostw Portugalii:
- 8-krotnie na stadionie – 2 razy w biegu na 400 m (1994, 1997), 6 razy w biegu na 400 m ppł (1995, 1997, 1998, 1999, 2001, 2004)[2],
- 9-krotnie w hali – 3 razy w biegu na 200 m (1996, 1997, 1998), 6 razy w biegu na 400 m (1995, 1996, 1997, 1998, 1999, 2001)[3].

Rekordy życiowe: 
- stadion

- bieg na 200 m – 21,62 (30 maja 1999, Leiria)
- bieg na 400 m – 46,11 (22 maja 1996, Lizbona)
- bieg na 400 m ppł – 48,77 (11 sierpnia 1999, Zurych) – wyrównany rekord Portugalii
- sztafeta 4 × 400 m – 3:05,48 (3 września 1995, Fukuoka) – były rekord Portugalii

- hala

- bieg na 400 m – 46,80 (18 lutego 1998, Genua)